# Per Lindberg (poet)
Per Lindberg, född 16 december 1957 i Hägerstens församling i Stockholm, är en svensk poet.
Per Lindberg är uppväxt i, och bor i, Stockholm. Han är son till Gustav Lindberg och Ebba Lindberg, ogift Abrahamson, samt halvbror till Ulla Sjöström och Ingemar Lindberg.
Han debuterade som diktare 1987, och har gett ut fem diktsamlingar. Han har arbetat som cykel- och båtuthyrare, brevbärare och redaktör för teve-frågesporter och arbetar sedan 1997 på ett reseföretag.
Per Lindberg är sedan 1986 gift med Carola Rehn Lindberg (född 1957).

## Priser och utmärkelser
- 1995 – Stig Carlson-priset
- 1996 – Albert Bonniers stipendiefond för yngre och nyare författare